# Nesticus brimleyi
Nesticus brimleyi là một loài nhện trong họ Nesticidae.
Loài này thuộc chi Nesticus. Nesticus brimleyi được Willis J. Gertsch miêu tả năm 1984.